# Мистецтво виживання
Мистецтво виживання (англ. Survivorman) — канадська телепрограма, що виходила на канадському телеканалі OLN, а на світовий ефір її транслювали канали Discovery Channel, Discovery World та Discovery Science. В Україні транслювалось телеканалом Мега під назвою «Мистецтво виживання».
Шоу дебютувало у Канаді у 2004 році і загалом вийшло вісім сезонів програми із  загалом 51 епізодом та ще 9 спецвипусків. Лес Страуд — сценарист, режисер, оператор і актор. Це передача про те, як можна вижити в екстремальних місцях Землі.

## Українськомовне закадрове озвучення
Українською мовою серіал озвучено студією «Так Треба Продакшн» на замовлення телеканалу МЕГА; назву локалізували як "Мистецтво виживання".